# Больтенштерн, Вальтер фон
Вальтер фон Больтеншерн (нем. Walter von Boltenstern; 26 ноября 1889, Бреслау — 19 января 1952, Волково, Ивановская область) — генерал-лейтенант вермахта, в годы Второй мировой войны командовавший несколькими дивизиями; кавалер Рыцарского креста Железного креста (1941).

## Биография
Родом из дворянской семьи фон Больтенштернов. 14 марта 1910 года зачислен как фанен-юнкер в 4-й гвардейский гренадерский полк королевы Августы, Берлин. 18 августа 1911 года произведён в лейтенанты, с 22 марта 1913 года служил в 5-м гвардейском гренадерском полку.
В составе 5-го гвардейского полка фон Больтенштерн встретил начало Первой мировой войны, в составе 3-й гвардейской пехотной дивизии участвовал в боях на территории нейтральной Бельгии под Намюром. Вместе с полком участвовал в боях на Восточном фронте, в том числе в Мазурском сражении. После Лодзинской операции назначен командиром 262-й резервной пехотной роты, штаб которой располагался в военной школе Дёбериц. Эта рота подчинялась 79-й резервной дивизии и до конца ноября 1916 года находилась на Восточном фронте.
Между тем фон Больтенштерн был произведён 18 августа 1915 года в оберлейтенанты. Со своим полком он участвовал в боях на Западном фронте, до января 1917 года находился в составе резерва ставке Главного командования германской армии. Сражался во Фландрии и Артуа. 2 февраля 1917 года назначен офицером снабжения при штабе 79-й резервной дивизии, годом позднее прямо переведён в генеральный штаб дивизии, а службу закончил 17 января 1919 года после подписания Компьенского перемирия. 20 сентября 1918 года произведён в капитаны, после чего вернулся в 5-й гвардейский гренадерский полк.
В межвоенные годы фон Больтенштерн продолжил службу в армии, руководя несколькими воинскими формированиями. В начале Второй мировой войны командовал 71-м пехотным полком, с 1 июля 1940 по сентябрь 1941 года он командовал 29-й пехотной дивизией вермахта, а с июля 1943 по май 1944 годы возглавлял 179-ю резервную танковую дивизию. 20 августа 1941 года награждён Рыцарским крестом Железного креста. Имел звание генерал-лейтенанта.
В конце войны фон Больтенштерн был уволен из армии, попал в советский плен и был отправлен в Войковский лагерь военнопленных в Ивановской области № 5110/48 в деревне Чернцы, где и скончался. Похоронен на кладбище в Чернцах.

## Награды
- Железный крест (Германская империя)
  - 2-го класса (3 октября 1914)[3]
  - 1-го класса (15 марта 1915)[3]
- Ганзейский крест Гамбурга и Любека (14 апреля 1918)[3]
- Почётный крест Первой мировой войны 1914/1918 с мечами (24 декабря 1934)[3]
- Пряжка к Железному кресту (Третий рейх)
  - 2-го класса (24 сентября 1939)
  - 1-го класса (2 октября 1939)
- Орден Короны Италии (27 августа 1940)
- Орден «За военные заслуги» (Бавария) IV степени с мечами[3]
- Рыцарский крест Железного креста (13 августа 1941, генерал-майор 29-й пехотной дивизии)[4][3][5]